# Râul Spaia
Râul Spaia este un curs de apă afluent al râului Timiș.

## Hărți
- Harta județului Timiș